# Agesandros
Agesandros ist ein griechischer, männlicher Vorname.

## Herkunft und Bedeutung
Altgriechisch Ἀγήσανδρος Agesandros oder Ἁγήσανδρος Hagesandros; Ionisch Ἡγήσανδρος Hegesandros oder Ἠγήσανδρος Egesandros
Der Name Agesandros ist altgriechischen Ursprungs und bedeutet Menschenversammler oder Menschenführer. Er wurde als Beiname des Hades verwendet.

## Varianten
- Latein: Agesandrus, Hegesandrus
- Deutsch: Hagesandros, Hegesandros, Hegesander, Agesander

## Namensträger
Agesandros
- Agesandros (Spartiate), Abgesandter in Athen
- Agesandros (Archon), Archon in Delphi
- Agesandros (Prytan), Prytan in Korfu

Hagesandros
- Hagesandros, griechischer Bildhauer

Hegesandros
- Hegesandros (Thespiai), böotischer Militärkommandant
- Hegesandros (Arkadien), arkadischer Militär
- Hegesandros (Athen), attischer Politiker
- Hegesandros (Rhodos), Gesandter auf Kreta
- Hegesandros von Delphi (auch Agesandros), griechischer Schriftsteller und Anekdotensammler